# Леа Геєс
Леа Геєс (англ. Leah Hayes, 21 жовтня 2005) — американська плавчиня.
Призерка Чемпіонату світу з водних видів спорту 2022 року.